# クロッシング・デイ
『クロッシング・デイ』（What Doesn't Kill You）は2008年のアメリカ映画。
監督・脚本・出演を果たした俳優ブライアン・グッドマンが、自身の半生を元に描いた犯罪ドラマ。

## 製作
プロデューサーのボブ・ヤーリが2002年に設立したヤーリ・フィルム・グループが、2008年に破産申請したため、本作の公開は非常に小規模なものとなった。
2008年カナダのトロント国際映画祭で公開された後、アメリカでは限定的な公開となり、ドイツ、イタリア、イギリスではDVD販売のみとなる。
日本では2013年に劇場公開された。
興行収入を掲載するサイト、Box Office Mojoでは、グロスの興行収入を記載していない。

## ストーリー
サウスボストンの貧困街で育ったブライアンとポールは、生きるため幼い頃から犯罪に手を染めて生きていた。やがて、ブライアンは幼馴染みのステイシーとの間に、2人の子をもうける。生きるため、ブライアンとポールはギャングに身を落とすが、犯罪で稼いだ金は上納金でほとんど自分たちには残らない。2人は副業を始めるが、ブライアンはついに自らもコカイン中毒になる。
やがて2人は逮捕され、5年間の実刑となり服役する。ところが、2人は服役中にも問題を起こし、ポールはブライアンをかばうために1人で罪を被り、刑期が延びる。
先に出所したブライアンは更生しようと努めるが生活は苦しく、ギャングに戻るか貧しくとも普通に生きるかの間で、悩むようになる。そして、ポールが出所すると、ポールは現金輸送車の襲撃をブライアンに持ちかける。

## キャスト
| 役名・役柄     | 俳優                         | 日本語吹替 |
| -------------- | ---------------------------- | ---------- |
| ブライアン     | マーク・ラファロ             | 菊池康弘   |
| ポール         | イーサン・ホーク             | 大塚智則   |
| ステイシー     | アマンダ・ピート             | 浜田初     |
| サリー         | ウィル・ライマン             | 野仲イサオ |
| モラン刑事     | ドニー・ウォールバーグ       | 伊藤寛     |
| パット・ケリー | ブライアン・グッドマン       | 西垣俊作   |
| ケイティ       | アンジェラ・フェザーストーン |            |
| ショーン       | ブライアン・コナリー         |            |
| ニコル         | リンジー・マッケオン         |            |
| ジャッキー     | エドワード・リンチ           |            |